# Felipe Muñoz Vallejos
Felipe Eduardo Muñoz Vallejos (23 de enero de 1982) es un político chileno, actual alcalde de la comuna de Estación Central. Fue electo por primera vez en las elecciones municipales de 2021 y reelegido en 2024 para el período 2025-2028. Es independiente, cercano al Frente Amplio.

## Biografía

### Primeros años, estudios y familia
Felipe Muñoz Vallejos nació el 23 de enero de 1982 en Santiago de Chile. Se crio en la Villa Alberto Risopatrón y luego en la Villa O'Higgins de la comuna de Estación Central. Cursó sus estudios de educación básica en el Instituto Anglo Chileno y la educación media en el Liceo de Aplicación. Posteriormente estudió la carrera de Sociología en la Pontificia Universidad Católica de Chile. Posee además un Máster en Cooperación Internacional por la Universidad Complutense de Madrid, un Magíster en Gerencia y Políticas Públicas por la Universidad de Santiago de Chile, el Diplomado en Evaluación de Impacto de Políticas Públicas de la Universidad de Chile y Diplomado en Formulación y Evaluación de Proyectos Sociales de la Pontificia Universidad Católica de Valparaíso. 
Es residente de la comuna de Estación Central y padre de tres hijos: Antonia, Santiago y Adela.

### Carrera política
Postuló por primera vez a un cargo de elección popular en 2012, siendo elegido concejal de la comuna de Estación Central con el 5,11 % de los votos. En 2016, fue reelegido como concejal con el 10,59 % de los votos, convirtiéndose en primera mayoría comunal.
En 2021 postuló a la alcaldía de Estación Central dentro del pacto Frente Amplio en las elecciones municipales, realizadas el 15 y 16 de mayo. Fue electo alcalde con el 58,35% de los votos, cargo que ejerce desde el 28 de junio del mismo año. Asumió oficialmente el cargo el 28 de junio de 2021. Cuando llegó al municipio, este se encontraba cerrado con cadenas y en su oficina no había computadores, teléfonos o impresoras. Durante su primer período, se enfocó en proyectos de recuperación de espacios públicos, seguridad ciudadana y mejoras en infraestructura social. 
En las elecciones municipales de octubre de 2024, Muñoz fue reelecto alcalde de Estación Central con el 50,26% de los votos.
Desde agosto de 2022 es integrante del Consejo Asesor para el Plan de Emergencia Habitacional, Programa liderado por el Ministerio de Vivienda y Urbanismo que busca entregar 260 mil viviendas durante el período de gobierno del presidente Gabriel Boric. Desde marzo de 2025 es Presidente de la Comisión Técnica de Transporte y Obras Públicas de la Asociación Chilena de Municipalidades. 

## Gestión como alcalde
Durante su primer período, la gestión de Felipe Muñoz se centró en seguridad, recuperación de espacios públicos, infraestructura social, derechos humanos, planificación urbana, sostenibilidad ambiental y políticas de cuidado.

### Proyectos emblemáticos de su gestión

#### Plan Regulador Comunal

Firma del primer PRC de Estación Central

Durante su período como alcalde, Felipe Muñoz encabezó el proceso de creación del primer Plan Regulador Comunal  (PRC) de Estación Central, con el objetivo de establecer nuevas normas urbanísticas que regulan el desarrollo territorial de la comuna. El proceso buscó ordenar el crecimiento urbano, proteger sectores residenciales, equilibrar las zonas de alta densidad habitacional y mejorar la calidad de vida de los habitantes.
Entre los principales lineamientos del nuevo PRC se incluyó la definición de alturas máximas para las edificaciones, la regulación de densidades poblacionales y la incorporación de criterios de sustentabilidad y protección ambiental en el desarrollo urbano. Asimismo, el proceso contempló instancias de participación ciudadana, a fin de recoger opiniones y propuestas de la comunidad en la formulación de la normativa.
El avance del PRC durante su gestión estuvo orientado a responder a las problemáticas derivadas de la denominada “verticalización” que afectó a la comuna en años anteriores, caracterizada por el aumento de edificios en altura y la densificación sin planificación adecuada, con impactos en infraestructura, servicios y calidad de vida.

#### Estadio Las Rejas
Con una gran fiesta del deporte se celebró la reapertura del Estadio Las Rejas, luego de las obras de mejoramiento del espacio deportivo. Este renovado centro deportivo de 15.200m2, emplazado en calle Los Maitenes 5820, contó con una inversión estatal de $2.700.000. Hoy está equipado con dos multicanchas, una cancha de vóleibol, graderías de gran capacidad, camarines, baños, enfermería, estacionamientos y control de acceso. Para celebrar la apertura de este moderno recinto deportivo para los centralinos y centralinas, se realizaron exhibiciones de básquetbol, vóleibol y judo; un show de cheerleader profesional, desfile de deportistas olímpicos locales y organizaciones deportivas de la comuna.

#### Proyecto Eje Alameda-Providencia
Felipe Muñoz, firmó el emblemático plan de desarrollo local que involucra el rediseño y mejora de la principal arteria vial del Gran Santiago. En la actividad también estuvieron presentes el presidente de la República, Gabriel Boric, la ministra del Interior, Carolina Tohá; el ministro de Obras Públicas, Juan Carlos García; el ministro de Transportes, Juan Carlos Muñoz, el ministro de Vivienda, Carlos Montes, el Gobernador de la región Metropolitana, Claudio Orrego; la alcaldesa de Santiago, Irací Hassler; la alcaldesa de Providencia, Evelyn Matthei y el alcalde de Lo Prado, Maximiliano Ríos. Esta inversión de $115 mil millones, busca intervenir de forma transversal las comunas de Estación Central, Lo Prado, Santiago y Providencia con el fin de recuperar el espacio público y establecer un desarrollo seguro para todos y todas, con nuevas luminarias, ciclovías de alto estándar, recuperación de fachadas, patrullajes por el eje Alameda, entre otras mejoras.
El proyecto consideraba la renovación integral de la infraestructura urbana, incluyendo la implementación de ciclovías de alto estándar, nueva luminaria pública, recuperación de fachadas, aumento de patrullajes y mejoras en la accesibilidad peatonal. Esta intervención busca consolidar un eje metropolitano más seguro, inclusivo y sustentable, beneficiando directamente a los vecinos de Estación Central.

#### Seguridad en la comuna
Cuando asumió la alcaldía, el panorama se diferenciaba mucho del que logró tener la comuna. Gracias a la coordinación con las policías, y las organizaciones estatales y comunitarias, lograron avanzar. Un gran reflejo de esto fue la erradicación de 600 toldos azules y la disminución de incivilidades dentro de Plaza Argentina. Al mismo tiempo, aumentaron de 4 a 27 los vehículos municipales de la Dirección de Seguridad, se duplicó la cobertura de cámaras en la comuna, con centrales de televigilancia en las comisarías de Carabineros, y se incorporaron pórticos lectores de patentes y drones para reforzar el control de puntos estratégicos. Sumado a esto, se abordó la violencia contra las mujeres, aplicando un nuevo modelo de intervención y la implementación del Programa Patrulleras.
Otras acciones: Línea telefónica directa y aplicación para dispositivos móviles, enfocados en la comunidad; se creó la Defensoría Comunal de Seguridad, destinada a brindar apoyo y orientación a vecinas y vecinos afectados por hechos delictuales; y, se implementó el primer Plan Comunal de Seguridad Pública, que tenía como objetivo la elaboración de un plan estratégico, con énfasis en prevención del delito y aumento de patrullajes municipales.
---

## Historial electoral
| Año  | Tipo                   | Territorio       | Pacto                    | Partido | Votos  | %     | Resultado | Ref.   |
| ---- | ---------------------- | ---------------- | ------------------------ | ------- | ------ | ----- | --------- | ------ |
| 2012 | Municipales a concejal | Estación Central | Concertación Democrática | PS      | 2230   | 4,69  | Concejal  | [ 14 ] |
| 2016 | Municipales a concejal | Estación Central | Nueva Mayoría para Chile | PS      | 3236   | 10,58 | Concejal  | [ 15 ] |
| 2021 | Municipales a alcalde  | Estación Central | Frente Amplio            | Ind.    | 27 722 | 58,35 | Alcalde   | [ 16 ] |
| 2024 | Municipales a alcalde  | Estación Central | Contigo Chile Mejor      | Ind./FA | 41 852 | 50,13 | Alcalde   | [ 17 ] |